# 中華民國電子競技運動協會
中華民國電子競技運動協會（Chinese Taipei Esports Association，簡稱中華民國電競協會或CTESA），於2012年1月10日成立，是台灣的電子競技專業組織，為教育部體育署與中華奧會唯一指定電競事務委辦單位，現由教育部體育署輔導，為教育部體育署全民運動組內具有國際窗口之非亞奧運運動團體。

## 簡介
同時是國際電子競技總會之創始會員國（南韓、台灣、丹麥王國、德意志國、奧地利、比利時王國、荷蘭王國、瑞士聯邦、越南），亦是亞洲奧林匹克委員會唯一承認之窗口。
曾與台灣電子競技聯盟（TeSL）合作舉辦多項電競賽事，例如：LSC英雄聯盟校園聯賽、世界電子競技錦標賽（World Esports Championships）。
電競協會現任理事長為網銀國際董事長蕭政豪。
電競協會目標與宗旨為推廣台灣電子競技、組建國家代表隊積極參與國際間電競比賽、與國內外電競組織交流及合作，具有五大目標：
1. 深耕台灣電競基層人才，定期舉辦全國性電競賽事促進產業養成。
2. 搭建國內電競組織、電競戰隊與政府部門、學校單位的溝通橋樑，達成電競產業的產官學合作。
3. 給予行政及立法部門產業意見，協助政策推動和電競運動相關法規制定。
4. 遴選及培訓電競代表隊，積極參加國際電競賽事以爭取佳績和厚植選手國際賽經驗。
5. 參與國際電競會議及論壇，與他國電競組織交流電競經驗並推動台灣電競在國際的能見度。

## 歷史沿革
2016年，中華民國電子競技運動協會副理事長徐培菁帶領協會同仁拜會時任行政院院長林全，會議討論台灣電子競技產業如何以系統性發展做為目標，同時提出將電子競技納入《運動產業發展條例》，並且研擬電競替代役資格甄選辦法。
2017年2月，文化部公告《文化部辦理106年文化獎項及電子競技專長類別替代役評選作業規定》，列出申請電競替代役對象的條件、限制及辦法，電競替代役正式上路。
2017年，立法院三讀通過《運動產業發展條例》部分條文修正案，電子競技運動正式納入運動產業，電子競技與運動經紀業等將正式納入運動產業。同時為促進職業運動產業發展，各級政府與公營事業得配合國家體育政策進行投資，雖投資股份不得超過一半，但已足以給予電競產業足夠的發展養分。電子競技運動產業也因為有政府的支持，讓選手有成長的空間，不會再面臨尚未成名就必須被迫放棄的窘境。不僅讓電子競技運動產業得以正名，也有利於電競人才的培育。
2017年，中華民國電子競技運動代表隊出賽2017年亞洲室內暨武藝運動會星海爭霸2、爐石戰記、KOF XIV共三個項目，成績一金一銀一銅。
2018年4月，正式與國際電子競技聯合會簽約，中華民國電競協會與高雄市政府取得世界電競錦標賽主辦權，於2018年11月主辦第十屆IESF世界電競錦標賽，以高雄巨蛋做為比賽會場，預期吸引超過40國300位選手參賽。為爭取舉辦此次第十屆IESF世界電競錦標賽之主辦資格，電競協會作為IESF創始會員國，自2009年第一屆IESF世界電競錦標賽開辦以來，年年皆派代表隊前往參賽，終在2017年時接獲通知，經審核後進入最後一輪決選名單。並於決選過程中由教育部體育署署長林德福與高雄市市長陳菊大力支持，提供高雄市政府舉辦2009年世界運動會的經驗，承諾以相同規格投入城市行銷資源舉辦2018年IESF世界電競錦標賽。最終電競協會於第九屆IESF世界電競委員會上取得2018年的賽事舉辦權，並由理事長徐培菁在全球直播的閉幕典禮中，在48個會員國與外媒注目下接下大會會旗，向全球電競關注者宣達舉辦高規格賽事的決心。
2018年11月，第10屆IESF世界電競錦標賽在高雄巨蛋舉辦，有近50國300位選手參賽，比賽期間有數萬名民眾進場，創下台灣主辦國際級電競賽事最佳觀看人次。中華民國電子競技運動協會作為本屆IESF世界電競錦標賽主辦單位，成功藉著優秀的賽事舉辦與世界各國電競組織建立深厚友宜關係，也為接下來的數個合作案例奠定良好契機。
2019年2月，中華民國電子競技運動協會徐培菁理事長與沙烏地阿拉伯電競協會理事長，同時也是H.R.H Prince Faisal Bin Bandar Bin Sultan Bin Abdulaziz Al Saud簽訂電競產業合作備忘錄，成為兩國電子競技產業交流的開始。
2019年開始，中華民國電子競技運動協會廣邀近40所大專院校、高中職校長、主任以及10家電競產業相關企業高階主管一同籌備「電競產學攜手平台計劃」，致力於電子競技產業的產學發展，力圖打造教學與實做能相互結合之平台，補足現今學校面臨的學用落差問題，同時為我國的電子競技產業培育能符應產業需求之人力的技術人才。
2019年4月17日，電子競技《星光計劃》產學聯盟正式啟動，中華民國電子競技運動協會在教育部體育署舉辦「《星光計劃》產學聯盟」簽約記者會，由中華民國電子競技運動協會主導並整合國內各大電競企業領導品牌資源，以全國近40所高中職、大專院校電競相關專班、系所為主，薦入與電競產業相關之企業業師，協助學校單位師資提升以培育符合國內電競產業需求之技術人才，強化我國在國際電競市場競爭力。 在《星光計劃》產學聯盟簽約記者會同時，中華民國電子競技運動協會亦發布第二本電子競技運動專業教材《指尖下的對決 電競行銷與新媒體傳播》，結合現今國內高中職與大專院校相關電競專班或系所之課程需求，為其導入符合電競產業之基本知識與概念，藉此逐步解決教材、師資、升學、以及未來就業等問題。希望藉由培育符合現產業需求之技術人才，補足學用落差，型塑兼顧學生「就學」與「就業」為基礎之教育模式，同時深化我國電子競技運動產業之發展，強化我國在國際電競市場競爭力。
2019年5月，中華民國電子競技運動協會依據中華民國體育運動總會《108年輔導非亞奧運各單項運動協會辦理各級裁判教練講習會實施計畫》建立電子競技運動之裁判及教練授證制度，期許以此授證制度提升電子競技運動教練與裁判之水平，促進電子競技運動之全面發展，同時亦能確立裁判工作之權威，培訓各級裁判與教練人才。全案依教育部體育署之規定辦理，並於中華民國體育運動總會備查。
2019年11月，第一屆電子競技運動丙級教練/裁判證照講習會正式開始。第一屆的丙級教練/裁判講習會以教練/裁判職務解說作為課程主軸，內容包含電子競技遊戲類型的介紹、規則以及術語的解說、運動員培訓與防護觀念、以及性別平等教育與奧會模式等等內容。在講習會課程結束後皆會有基本觀念筆試與術科測驗，測驗內容為比賽流程判讀與判決以及電腦即時維修等，目的是測驗學員是否在講習會後有習得正確的電子競技運動觀念，並且對於電子競技運動賽事能有基本的了解。
2019年11月，由教育部體育署認可所建立的「基層電子競技運動選手訓練站」正式成立，中華民國電子競技運動協會與台灣電子競技戰隊Flash Wolves 閃電狼合作成立基層電競選手訓練站，分別於LSC校園聯賽冠軍東泰高中成立北部青訓基地、校園聯賽亞軍青年高中成立中部青訓基地。基層電子競技運動選手訓練站是目前唯一獲得教育部體育署認可的電子競技訓練站，未來將會電子競技運動中華代表隊培訓選手時使用。
2019年11月，第一屆電子競技運動大專盃於樹德科技大學開賽，以英雄聯盟、爐石戰記、傳說對決作為正式項目，PUBG MOBILE、ZeroAim為示範賽項目，希望能藉由讓同學透過觀看賽事更了解其他電競遊戲項目的多元性。　
2019年12月8日，	AEA亞洲電競大賞-台灣站（ASIA Esports Awards，AEA）於台北松山文化創意園區五號倉庫舉辦，中華民國電子競技運動協會與IESF主辦2019亞洲電競大賞-台灣站，邀請國內外數十位電子競技菁英人士籌組評審團，以《年度最佳團隊後勤獎》、《年度最佳俱樂部獎》、《年度最佳電玩影音內容獎》、《年度最佳電玩影音創作者獎》、《年度最佳電玩直播創作者獎》、《年度最佳主播賽評獎》、《年度最佳主持人獎》、《年度最佳電競報導獎》、《終身成就獎》、《年度最佳新人獎》、《年度最佳PC遊戲類型選手獎》、《年度最佳手機遊戲類型選手獎》、《年度最佳家用主機選手獎》、《年度最佳電競活動獎》共14個獎項頒發給2018年至2019年在電子競技產業上有傑出成就的工作者。中華民國電子競技運動協會藉由2018主辦IESF世界電競錦標賽的成功經驗，號召36國貴賓來台與會，成為繼2018世界電競錦標賽後之另一項重要紀錄，全球參與國家數最多之電競頒獎典禮。
2020年10月，外交部非政府組織國際事務會表彰中華民國電子競技運動協會多年參與國際交流及活動並協助拓展我國外交之經歷，評選為傑出貢獻民間團體。
2020年11月，賴清德副總統拜會中華民國電子競技運動協會，對於台灣電競產業發展蓬勃，特別認同協會與TESL攜手打造產、官、學三方合作，為台灣打造電競人才，培養電競產業軟實力，推動電競產業鏈發展。另一方面中華民國電子競技運動協會鼓勵國內開設電競課程學校持續培育專業電競人才及設立電競場館提供學生實作訓練，強化我國電競實力，陸續進行學校電競館和專業人才比賽場域、轉播場域、影音製作和賽事內容四個項目的認證。
2020年12月，第二屆電子競技運動大專盃於萬能科技大學舉辦，競賽項目為《英雄聯盟》與《特戰英豪》。
2021年2月，中華民國電子競技運動協會與韓國電子競技協會正式簽署合作備忘錄，兩會同為國際電子競技總會創始會員以及亞洲電子體育聯合會正式會員，承諾將共同推動永續電競產業生態圈發展。
2021年9月，第一屆電子競技運動高校盃於立志中學及樹德科技大學舉辦，競賽項目為《特戰英豪》與《傳說對決》。
2021年12月，第三屆電子競技運動大專盃於弘光科技大學舉辦，競賽項目為《英雄聯盟》、《特戰英豪》與《NBA 2K22》。
2021年12月，延續2019亞洲電競大賞精神，舉辦2021星光電競大賞（Astra Esports Awards，AEA）。活動將聚焦台灣電競產業，除了希望鼓勵優秀電競人才外，更希望台灣電競產業在疫情之下團結一心，攜手合作，共同打造良好的環境永續發展。
2022年4月，電子競技項目入選2022年第19屆杭州亞運會正式競賽項目，中華民國電子競技運動協會負責中華電競代表隊組訓工作，遴選英雄聯盟、傳說對決、絕地求生M、爐石戰記、快打旋風V五項目代表隊。
2022年7月開始中華民國電子競技運動協會與美國在台協會合作的AIT ESPORTS教育計畫。該計畫由美國國務院教育文化局發起，北美學術電競協會（NASEF）指導，就賽事企劃、運營行銷、策略分析、內容產製四大產業面向出發推廣電競職能教育課程。學員也參訪電競企業領頭公司，包含META、華碩、金士頓科技和夢想動畫，擴大產業視野之餘也有助未來職涯規劃。
2022年10月，第二屆電子競技運動高校盃於新竹縣立體育館舉辦，競賽項目為《英雄聯盟》與《特戰英豪》。
2022年12月，第四屆電子競技運動大專盃於樹德科技大學舉辦，競賽項目為《特戰英豪》、《傳說對決》與《NBA 2K23》。
2022年12月，舉辦2022星光電競大賞（Astra Esports Awards，AEA）。獎項總投票人數超過7萬5千票，入圍者將於台北寒舍艾麗酒店進行頒獎典禮晚宴，透過電競大賞表揚、鼓勵產業優秀人士。同月，中華電競代表隊於土耳其伊斯坦堡舉辦之2022年全球電競錦標賽（Global Esports Games，GEG）奪一金一銅，全球電競錦標賽獎牌數國家總排名第一。
2023年2月，日本電競協會（Japan eSports Union，JeSU）率團來訪。岡村秀樹會長即率領團隊來訪電競協會，就日台電競發展進行意見交流，其中尤以教育及人才培育為雙方共同關注的議題。
2023年6月，中華民國電子競技運動協會組訓中華電競代表隊，參加亞運征途2022賽事，於《英雄聯盟》、《絕地求生M》兩項目取得東亞賽區第二種子成績。
2023年7月，中華民國電子競技運動協會與美國學術電競聯合總會（NASEF），及多所大學攜手簽定數位虛擬運動人才培育合作備忘錄。期許透過本計畫推廣數位虛擬運動知識、跨域人才培育與強化臺灣數位虛擬運動發展。
2023年8月，中華民國電子競技運動協會參加2023第2屆烏蘭巴托東亞青年運動會電子競技《VR Tennis》項目，代表隊選手蔡鎧丞獲得金牌、鄭騏皓獲得銀牌。
2023年9月，中華民國電子競技運動協會組訓中華電競代表隊,參加四個項目《英雄聯盟》、《傳說對決》、《絕地求生M》、《快打旋風5》，經歷8天賽事，與各國好手比拚，中華電競代表隊最終獲得2銀2銅的殊榮。
2023年10月，第三屆電子競技運動高校盃於臺中市政府惠中樓舉辦，競賽項目為《特戰英豪》與《傳說對決》。
2023年12月，第五屆電子競技運動大專盃於臺北城市科技大學舉辦，競賽項目為《特戰英豪》、《傳說對決與》與《NBA 2K24》。
2024年7月，第六屆電子競技運動大專盃於世貿一館舉辦，競賽項目為《特戰英豪》與《傳說對決》。
2024年8月，中華民國電子競技運動協會受邀出席於沙烏地阿拉伯舉辦之New Global Sport Conference，並與沙烏地阿拉伯電子競技協會重新簽署合作備忘錄，宣布未來兩會將繼續就電競教育和人才培訓深度合作。
2024年11月，中華民國電子競技運動協會參加2024亞洲電競錦標賽（Asian Esports Games 2024）《傳說對決》項目，於小組賽中全勝晉級四強，最終奪得銅牌。

## 歷任理事長
| 中華民國電子競技運動協會 | 中華民國電子競技運動協會 | 中華民國電子競技運動協會 | 中華民國電子競技運動協會 | 中華民國電子競技運動協會 |
| 理事長                   | 屆次                     | 就任期間                 | 備註                     |                          |
| ------------------------ | ------------------------ | ------------------------ | ------------------------ | ------------------------ |
| 鄭寶清                   | 1                        | 2015年5月－2017年        |                          |                          |
| 徐培菁                   | 2                        | 2018年1月－2020年7月     |                          |                          |
| 蕭政豪                   | 3                        | 2020年7月－迄今          |                          |                          |

## 現任理監事會名單
中華民國電子競技運動協會 第四屆理監事簡歷冊 113年1月19日

### 理事長
- 蕭政豪：網銀國際股份有限公司董事長

### 常務理事
- 陳柏壽：網銀國際股份有限公司營運長
- 劉柏園：遊戲橘子數位科技董事長

### 理事
- 王俊博：智冠科技董事長
- 林之晨：台灣大哥大總經理
- 黃士騰：東泰高中校務發展委員主任
- 詹勳鴻：臺北城市科技大學電腦與通訊工程系教授
- 陳品蓉：遞補理事
- 鄭欣維：遞補理事

### 常務監事
- 施書凱：創夢市集董事長

### 監事
- 林士弘：立志中學電競經營科主任
- 黃建基：弘光科技大學多遊系主任

## 電子競技隊伍
最後更新：2025-06-27 於 CTESA 所登記之電子競技隊伍：
| 電子競技隊伍      | 電子競技隊伍                  | 備註                           |
| 電競戰隊 （職業） | 職業聯賽戰隊總數為 12 支隊伍  | 職業聯賽戰隊總數為 12 支隊伍   |
| ----------------- | ----------------------------- | ------------------------------ |
| 電競戰隊 （職業） | 閃電狼 Flash Wolves           |                                |
| 電競戰隊 （職業） | J Team                        | 以《Street Fighter》項目為主。 |
| 電競戰隊 （職業） | Talon                         | 香港職業戰隊。                 |
| 電競戰隊 （職業） | 中信飛牡蠣 CTBC Flying Oyster |                                |
| 電競戰隊 （職業） | One Team                      |                                |
| 電競戰隊 （職業） | HKA                           | 香港職業戰隊。                 |
| 電競戰隊 （職業） | BMG Esport                    |                                |
| 電競戰隊 （職業） | ANK Gaming                    |                                |
| 電競戰隊 （職業） | Deep Cross Gaming             |                                |
| 電競戰隊 （職業） | Tiwaz Sowilo Team             | 以《G9：特攻聯盟》項目為主。   |
| 電競戰隊 （職業） | Hell Pigs 地獄豬              |                                |
| 電競戰隊 （職業） | Change World Esports          | 以《決勝時刻M》項目為主。      |
| 電競校隊 （業餘） | 電競校隊總數為 54 支隊伍      | 電競校隊總數為 54 支隊伍       |

電競隊伍可分為職業、業餘隊伍，而在大多數情況電競戰隊（Esports Team）也有人稱為電競俱樂部（Esports Club），通常指的是職業隊，尤其是談論那些參加大型聯賽和國際賽事的隊伍。
電競戰隊 / 俱樂部：多數情況指「職業隊」
在電競產業中，一個「電競戰隊」或「電競俱樂部」通常會具備以下特徵，使其與一般玩家隊伍區分開來：
- 有合約的職業選手：隊伍中的選手通常是簽有合約的，他們以電競為全職工作，並從俱樂部領取薪資。
- 專業後勤團隊：不僅有選手，還有教練、分析師、領隊、經理、行銷公關等專業人員，負責選手的訓練、生活管理、賽事安排和品牌推廣。
- 參與頂級聯賽/賽事： 他們的目標是參與並贏得遊戲開發商或第三方組織的官方頂級聯賽（如英雄聯盟的LPL、LCK、LEC、LCS，Dota 2的DPC巡迴賽，CS2的Major賽事等）以及國際大型賽事。
- 企業化運作：許多電競俱樂部已經是成熟的商業實體，擁有贊助商、週邊商品和穩定的收入來源。他們可能同時擁有多個不同遊戲的職業隊伍。
- 訓練設施：很多職業隊伍擁有專門的訓練基地或公寓，提供選手集中訓練和居住的環境。

業餘隊伍或校園社團：例外情況
然而「戰隊」這個詞的使用也可能更廣泛，包含一些非職業的範疇：
- 業餘電競隊伍：一些在特定遊戲社群中表現優秀，但尚未轉為全職的玩家團隊，也可能自稱「戰隊」。他們可能參加一些小型比賽或線上賽事。
- 校園電競社團 / 隊伍： 大學或高中內部的電競社團或校隊，也會被稱為電競隊伍，但他們的主要目的通常是培養興趣、參與校園聯賽或體驗競技樂趣，而非以職業為導向。
- 半職業隊伍：介於業餘和職業之間，選手可能有部分收入或贊助，但尚未完全達到頂尖職業隊的規模和穩定性。

## 外部連結
- 中華民國電子競技運動協會官方網站 （页面存档备份，存于）
- 中華民國電子競技運動協會facebook （页面存档备份，存于）